# Rubel
|  | Wiktionary har en ordboksartikel om rubel. |

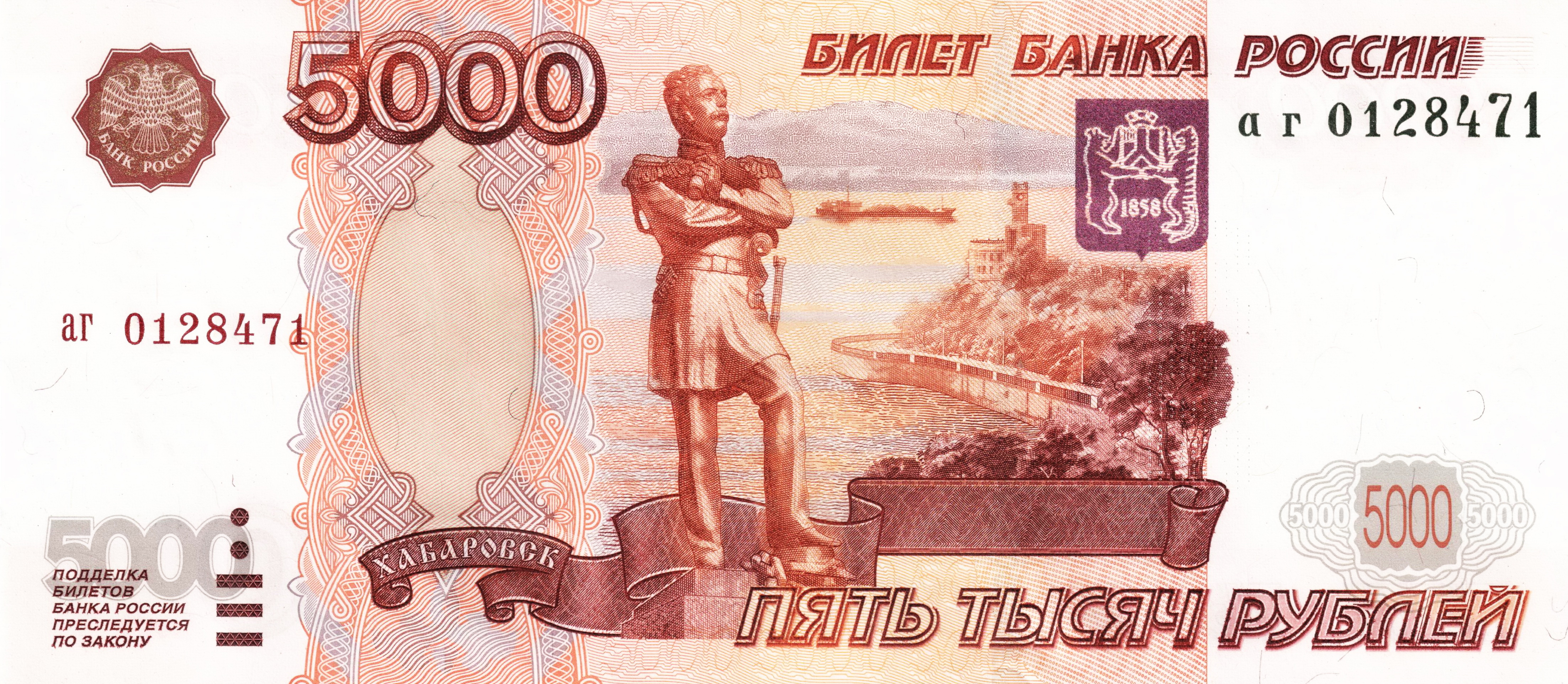
Rysk rubel från 1997

Rubel är valutan i flera områden och länder:
- Ryssland, Abchazien, Sydossetien: rysk rubel (RUB)
- Transnistrien: transnistrisk rubel
- Belarus: belarusisk rubel (BYN)

Tidigare valutor
- Sovjetunionen: sovjetisk rubel